# Eduardo el Mártir
Eduardo el Mártir (962 -  Wareham, 18 marzo 978) fue un rey de Inglaterra y santo, que murió asesinado siendo adolescente. 
Fue el primogénito de Edgar el Pacífico, rey de Inglaterra, y de su primera esposa Ethelfleda, hija del caballero Ordmaer.
La Iglesia católica conmemora su festividad el 18 de marzo.

## Reinado
A la muerte de su padre (8 de julio de 975) le sucedió en el trono pese a la oposición de su madrastra Elfrida, la cual defendía los derechos de su hijo Etelredo quien tenía siete años, alegando que había nacido de una reina ungida, mientras que la madre de Eduardo nunca fue coronada. Pero gracias al apoyo del arzobispo y posterior santo Dunstán, logró finalmente ser proclamado rey por la Witenagemot.
En tres años de reinado, aplicó su política, apoyado por Dunstan,  orientada en defender los derechos de la Iglesia, menguados en los reinados anteriores. Por ello, muchos nobles deseaban poner en su lugar al joven Etelredo. Mostró diversas virtudes y algunas señales de santidad por lo que se ganó el afecto de su pueblo, excepto el de su madrastra, que maquinó su muerte.

## Asesinato

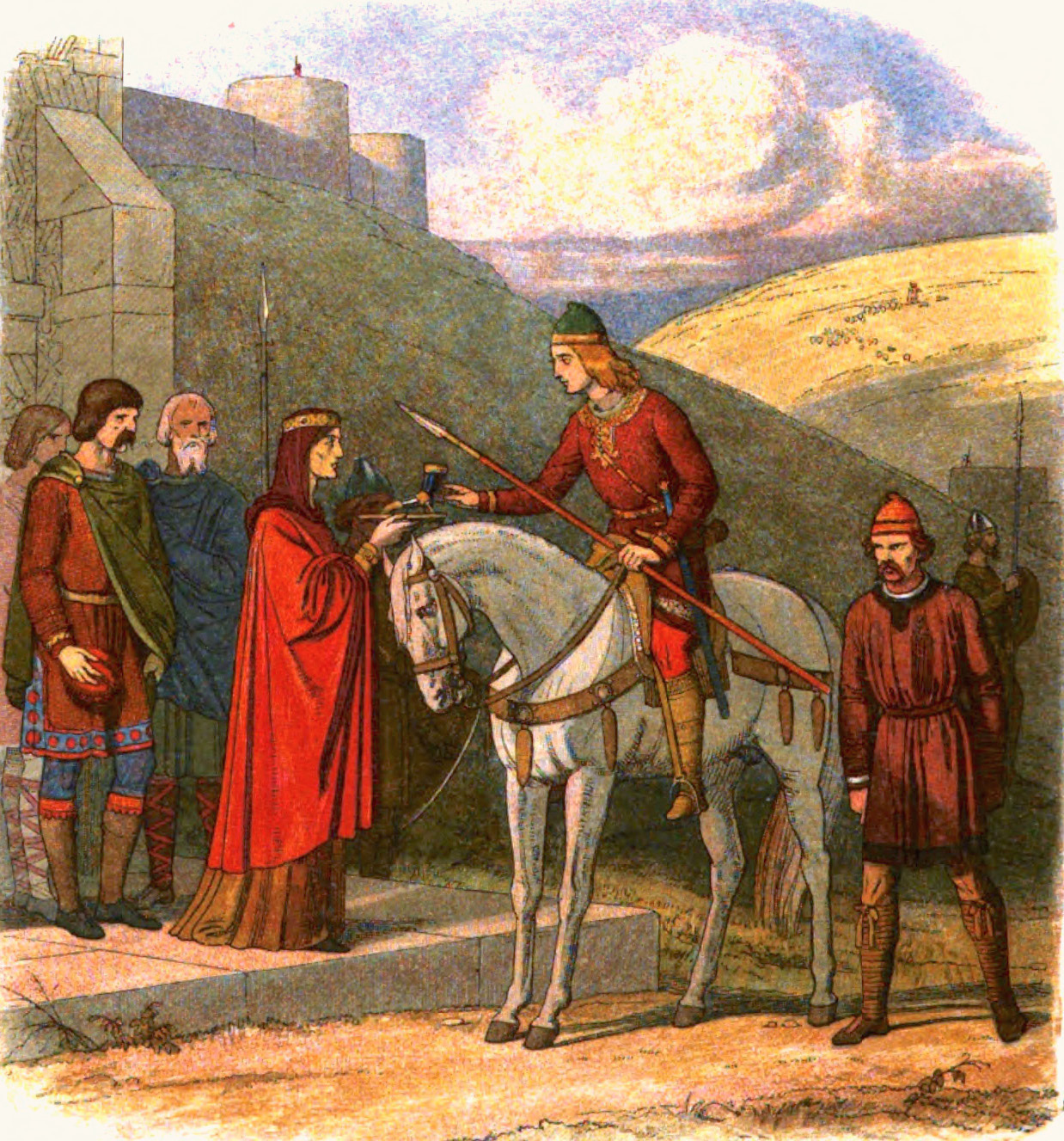
Eduardo asesinado en Corfe. James William Edmund Doyle (1864).

El 18 de marzo de 978, se encontraba cazando con sus perros y algunos caballeros en Wareham, Dorset, cuando decidió visitar a su medio hermano en el castillo de Corfe, cerca de Wareham, donde vivía junto a su madre, se separó del grupo que le acompañaba, y fue solo al castillo. Aún montado en su caballo, su madrastra Elfrida le ofrece desde la parte alta del castillo una copa de vino, y cuando él estaba por alcanzarla, fue acuchillado por la espalda por uno de los esbirros de la reina.

## Culto

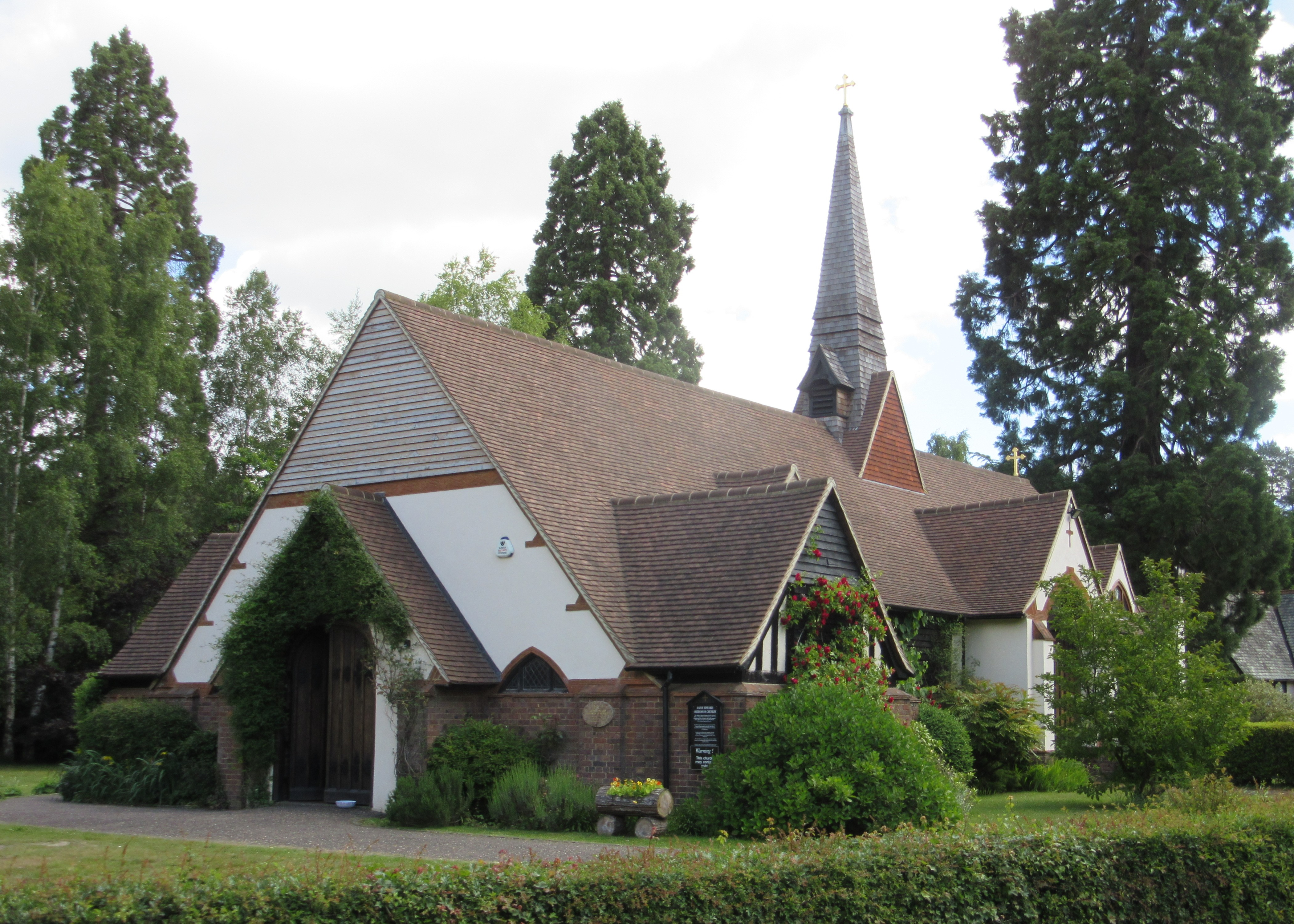
St Edward the Martyr Orthodox Church, Brookwood Cemetery, Brookwood, Borough of Woking, Surrey, England. Originally an Anglican chapel within Brookwood Cemetery, this was taken over by the monastic Saint Edward Brotherhood of the Orthodox Church of Greece, who established a monastery at the cemetery after the remains of Edward the Martyr were interred there.

Según la leyenda, inmediatamente después del asesinato, hicieron que su caballo arrastrara el cuerpo deslizado de la silla de montar y con un pie en el estribo, cayendo en la base de la colina sobre la cual el castillo de Corfe se encontraba. La reina entonces ordenó que se ocultara el cuerpo en una choza cercana. Dentro de la choza, sin embargo, vivía una mujer ciega de nacimiento a quien la reina ayudaba por caridad. Durante la noche, una luz maravillosa apareció y llenó la choza entera y, con gran temor, la mujer gritó: -"¡Señor, ten misericordia!"- recibiendo repentinamente la vista. Entonces descubrió el cuerpo del rey. La iglesia de St. Edward en el castillo de Corfe ahora está construida sobre el sitio de este milagro. Al amanecer la reina supo de lo ocurrido y, asustada, recogió el cuerpo y lo enterró de acuerdo a su rango, cerca de Wareham. Un año después del crimen apareció una columna de fuego sobre el lugar en donde el cuerpo había sido ocultado, encendiéndose encima de toda área. Esto fue visto por algunos de los habitantes de Wareham, que sacaron el cuerpo de la sepultura dada por la reina. Un brote claro de agua se originó inmediatamente en ese lugar, siendo conocida desde entonces como agua curativa. Acompañado por una muchedumbre de campesinos, el cuerpo fue llevado a la iglesia de la Santa Madre de Dios de Wareham y enterrado en el extremo este de la iglesia. Esto ocurrió el 13 de febrero de 980.
Al año siguiente (13 de febrero de 981) el cuerpo fue trasladado a la abadía de Shaftesbury, en Dorset. En el camino del cadáver del rey hacia la abadía ocurre otro milagro: dos jorobados que seguían el cortejo son increíblemente curados.
Eduardo fue finalmente canonizado en un concilio inglés en el año 1008, presidido por Alpagio, arzobispo de Canterbury -luego martirizado por los daneses en 1012-, y el rey Etelredo ordenó que sus festividades fueran de 3 días: el 18 de marzo (día de su muerte), el 13 de febrero (día de su milagrosa sepultura en Wareham) y el 20 de junio (en cuya fecha, en el año 1001, sus restos fueron inhumados y se vio que presentaba incorruptibilidad cadavérica). La abadía de Shaftesbury fue rededicada a La Virgen María y a Eduardo. Muchos milagros siguieron sucediendo en su sepulcro en los siglos venideros, incluyendo la cura de la lepra y la devolución de la vista a los ciegos.
En el siglo XVI, durante el reinado de Enrique VIII, cuando ocurrió la destrucción en masa de monasterios y conventos, el cuerpo de Eduardo fue escondido para salvarlo de la furia del rey.
En 1931, las reliquias fueron recuperadas por Wilson Claridge-Claridge durante una excavación arqueológica; su identidad fue confirmada por el Dr. T. E. A. Stowell, un osteólogo. En 1970 exámenes realizados en las reliquias sugirieron que el joven había sido acuchillado en la parte posterior mientras montaba su caballo y después había sido arrastrado a lo largo de la tierra por el animal aterrorizado con su pie cogido en un estribo.
En 1982, el señor Claridge-Claridge donó las reliquias a la Iglesia ortodoxa rusa, que las puso en una iglesia en el cementerio de Brookwood, en Woking, Surrey. Organizaron a la fraternidad de monjes de la orden de Eduardo para custodiarlo allí. La iglesia ahora se llama Iglesia Ortodoxa de Eduardo el Mártir.